# Bindahara chromis
Bindahara chromis är en fjärilsart som beskrevs av Mathew 1887. Bindahara chromis ingår i släktet Bindahara och familjen juvelvingar. Inga underarter finns listade i Catalogue of Life.